# Idaea totarubra
Idaea totarubra là một loài bướm đêm trong họ Geometridae.